# Geaya grandis
Geaya grandis is een hooiwagen uit de familie Sclerosomatidae.